# Raúl Morales Adriasola
Raúl Hernán Morales Adriasola (Santiago de Chile, 27 de junio de 1929-ibídem, 30 de enero de 1999) fue un abogado y político chileno, diputado y senador de la República, militante del Partido Radical (PR) y, posteriormente, del partido Democracia Radical (DR).
Fue elegido diputado en cuatro periodos consecutivos desde 1953 por la Vigesimoquinta Agrupación Departamental de Ancud, Castro y Quinchao, y senador entre 1969 y 1973 por la Décima Agrupación Provincial de Chiloé, Aysén y Magallanes. Asumió el cargo, además, de presidente de la Cámara de Diputados entre 1964 y 1965.

## Biografía

### Familia y formación
Hijo del exdiputado Raúl Morales Beltramí y de Guillermina Adriasola Espejo, contrajo matrimonio con María Luz Flores Bustos y, en segundas nupcias, con María de la Luz Soza Eckholt.
Estudió en la Escuela de Leyes de la Universidad de Chile y juró como abogado el 3 de octubre de 1956, tras presentar la tesis titulada «Normas legales agrícolas y económicas para la colonización de Chile».

### Actividades públicas
Inició sus actividades políticas cuando se integró a la Juventud Radical de Chile en 1951, fecha en que ocupó el cargo de presidente nacional, hasta 1953. Posteriormente, en 1959, asumió como secretario general de la colectividad, pero en noviembre de ese mismo año presentó su renuncia, junto al presidente del partido Humberto Aguirre Doolan y el vicepresidente, Carlos Martínez Sotomayor.
En 1953 fue elegido diputado por Ancud, Castro y Quinchao, siendo reelegido en 1957 y 1961. En su primer periodo (1953-1957) integró la comisión permanente de Educación Pública, mientras que en el segundo (1957-1961) formó parte de la comisión permanente de Vías y Obras Públicas. En el tercer periodo (1961-1965) se integró el departamento de Palena a la zona que correspondía a su representación, fue miembro de la comisión permanente de Relaciones Exteriores y la de Policía Interior y Reglamento, y también fue Presidente de la Cámara de Diputados entre el 12 de mayo de 1964 y el 15 de mayo de 1965. En su cuarto periodo (1965-1969) figuró en la comisión permanente de Hacienda.
Fue delegado de Chile ante la XVI Asamblea General de las Naciones Unidas, celebrada en Nueva York en 1961.
En 1969 fue elegido senador por Chiloé, Aysén y Magallanes (1969-1973); formó parte de la comisión permanente de Gobierno. Por ser su escaño de reciente creación, le correspondía en este primer periodo durar cuatro años, en vez de ocho.
También se desempeñó como Notario público en la ciudad de Los Ángeles, cargo que ocupó hasta antes de su muerte.

### Presidencia de la Cámara de Diputados (1964-1965)

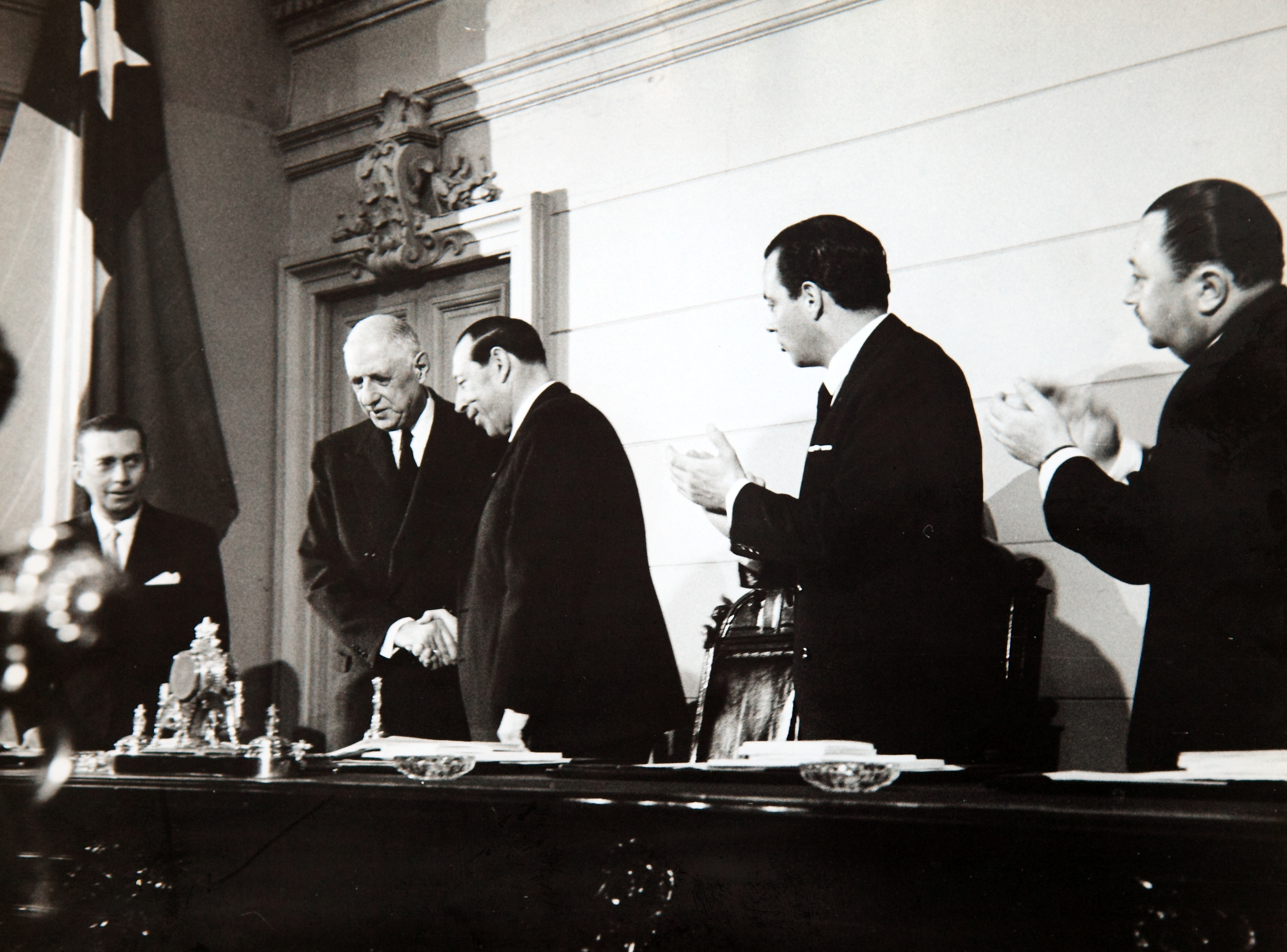
Charles de Gaulle, presidente de Francia, junto al presidente del Senado chileno Hugo Zepeda Barrios y Raúl Morales Adriasola como presidente de la Cámara de Diputados.

El 12 de mayo de 1964, Morales fue elegido presidente de la Cámara de Diputados de Chile, mientras que como vicepresidentes fueron votados el conservador Edmundo Eluchans y el liberal Patricio Phillips. En su discurso al asumir el cargo, Morales manifestó que se empeñaría, junto con los vicepresidentes, en «ser justos y ecuánimes», y en «representar a la honorable cámara con la virtuosidad de nuestros antecesores», a pesar de que —según reconoció— «he inferido muchas heridas y también las he recibido, [y] he participado en numerosas contiendas y combates políticos».

## Historial electoral

### Elecciones parlamentarias de 1969
Elecciones parlamentarias de 1969. Candidato a senador por la Décima Agrupación Provincial de Chiloé, Aysén y Magallanes. Periodo 1969-1973 (fuente: diario El Mercurio, 4 de marzo de 1969).

### Elecciones parlamentarias de 1973
Elecciones parlamentarias de 1973. Candidato a senador por la Décima Agrupación Provincial de Chiloé, Aysén y Magallanes. Periodo 1973-1981 (fuente: diario El Mercurio, 6 de marzo de 1973).